# Droue-sur-Drouette
Droue-sur-Drouette è un comune francese di 1 288 abitanti situato nel dipartimento dell'Eure-et-Loir nella regione del Centro-Valle della Loira.

## Società

### Evoluzione demografica
Abitanti censiti